# 岩崎琢弥
岩崎 琢弥（いわさき たくや、1928年11月29日 - ）は、日本の経営者。日興証券社長を務めた。

## 来歴・人物
北海道小樽市出身。松本高等学校文科を経て、1954年に東京大学法学部政治学科を卒業し、同年に日興証券に入社。1979年12月に取締役に就任し、1981年9月に常務、1984年11月に専務、1985年11月に副社長を経て、1986年12月に社長に就任。大口投資家への損失補てんによる責任を取る形で社長を辞任し、1991年6月に副会長に退き、1996年6月に会長を経て、1997年10月から顧問を務めた。
2000年6月からコナミ取締役も務めた。
旧制松本高等学校時代にサッカー部であったことから、社長時代の1990年に同社の女子サッカーチーム「日興證券女子サッカー部ドリームレディース」の結成に関わった。